# Apodemus draco
Јужнокинески пољски миш (лат. Apodemus draco, енгл. South China field mouse) је врста глодара из породице мишева (лат. Muridae). 

## Распрострањење
Врста је присутна у Кини, Бурми и Индији.

## Станиште
Станиште врсте су шуме. 

## Угроженост
Ова врста је наведена као последња брига, јер има широко распрострањење и честа је врста.